# Aygün Kazımova
Aygün Kazımova, nata Aygün Ələsgər qızı Kazımova (Baku, 26 gennaio 1971), è una cantante, compositrice e danzatrice azera.

## Biografia
Nel maggio 2025 ha conseguito la sua prima entrata nella top 20 della Top Internet Hits Russia Weekly Chart con Ja tvoj stress (2025), reinterpretazione di S.O.S (2024) con Sabi.

## Discografia

### Album in studio
- 1997 – Ömrüm - Günüm
- 1998 – Ah...!
- 2000 – Aygün
- 2001 – Sevdim
- 2001 – Sənsizliyim
- 2003 – Sevgi gülləri
- 2004 – Son söz
- 2005 – Sevərsənmi
- 2008 – Yenə tək
- 2008 – Öpsən
- 2012 – Düşün məni
- 2017 – Yalana bax
- 2017 – Bir parça keks

### Album dal vivo
- 2020 – Crystal Hall: Live Performance

### EP
- 2018 – Duy
- 2021 – Ja v Nirvane

### Raccolte
- 2004 – Sevdi ürək (con Namiq Qaraçuxurlu)
- 2020 – By SS Production
- 2020 – Remakes
- 2021 – Eldar Mansurovun mahnıları (con Eldar Mansurov)

### Singoli
- 2009 – Mən sənsiz
- 2012 – Novruz gəlir
- 2012 – İkinci sen (con Sinan Akçıl)
- 2012 – Hayat ona güzel
- 2012 – İkinci sen (con Sinan Akçıl)
- 2013 – Telafisi yok
- 2014 – Coffee from Colombia (con Snoop Dogg)
- 2014 – Azərbaycan
- 2016 – Arama beni
- 2017 – Seni böyle sevmediler
- 2017 – Dola mənə qolunu
- 2017 – S.U.S.
- 2019 – Duy (con David Vendetta)
- 2020 – Əsgər marşı
- 2020 – Vətən oğlu
- 2021 – Yarımdı o (con Rəsul Əfəndiyev)
- 2021 – Bu qadın
- 2021 – Söylə
- 2021 – Azərbaycan - Türkiyə
- 2021 – De
- 2021 – Dənizin ortasında
- 2021 – Lya lya fa
- 2021 – Azerbajdžan (con Emin)
- 2022 – Saxla şəkilləri (feat. Rauf)
- 2022 – Ey mənim dünyam
- 2022 – Gorodi, postoj (con Rəsul)
- 2023 – Qorxuram
- 2023 – Vəfasızlar unudulmur
- 2023 – Dəyməzmiş
- 2023 – Çalxala (con Murad Arif)
- 2023 – Ay & gün
- 2023 – Bu qadın
- 2023 – Parol
- 2024 – Bilmək olmaz
- 2024 – Sağ-Salamat
- 2024 – Maşallah (con Genco Ecer)
- 2024 – Turan gəlir
- 2024 – S.O.S/Ja tvoj stress (solo o con Sabi)
- 2024 – 1 (con Kazım Can)
- 2024 – Can ol
- 2025 – Etiraf
- 2025 – Əlcək